# 过旭初
过旭初（1903年1月—1992年1月25日），中国围棋大师，安徽省歙县人，著名古代棋手过百龄后裔，与其弟过惕生人称“二过”。
过旭初于1903年1月生于歙县。父亲过铭轩经营古玩书画店，精于棋艺。他受父亲熏陶，棋艺过人，七岁学棋，十岁已无对手。1922年至安庆陪安徽省议员江友白弈棋。1924年在北京八宝胡同俱乐部举行的中日围棋赛中获得冠军，经推荐留在北京陪段祺瑞下棋。1926年段氏下野后，过旭初前往上海以棋谋生，声名大振。1929年，过旭初至武汉，任职于粤汉铁路局，创办中华围棋社。1931年武汉水灾，过旭初回到歙县。1935年再度前往北平，次年在中山公园四宜轩成立“北平青年会围棋社”。1937年北平沦陷，过旭初回到歙县。1939年至1942年期间，过旭初应邀任江西省政府公余联欢社围棋指导。1943年，过旭初回到屯溪，任中国围棋协会东南分会总干事兼围棋指导员。抗战胜利后，过氏兄弟成立上海棋社并任指导。1950年6月过旭初迁居宣武门外大街北京歙县会馆。任南河沿全国政协文化俱乐部棋艺组指导员。1952年，过旭初筹建北京棋艺院，任围棋指导员，常与陈毅、李济深等国家领导人弈棋，聂卫平与过旭初亦有师徒之实，9岁到14岁的六年间下了一千多局棋。1992年1月25日，过旭初在北京病逝，享年90岁。

## 著作
著有《围棋布局要则》、《沧桑谱》等。